# Strassenbahn Bern
Die Strassenbahn Bern, auch Berner Tram, ist der wichtigste Träger des öffentlichen Nahverkehrs in der schweizerischen Bundesstadt Bern. Betrieben wird sie vom Verkehrsunternehmen Städtische Verkehrsbetriebe Bern (SVB), das seit 2000 meist unter der Marketingbezeichnung Bernmobil auftritt und seit 1999 ein rechtlich eigenständiges Unternehmen ist. Dieses betreibt auch einen Grossteil des 1924 aufgenommenen städtischen Autobusverkehrs sowie den 1940 eröffneten Trolleybus Bern. Anfangs wurde die Trams von der Berner Tramway-Gesellschaft (BTG) betrieben, zwischen 1900 und 1999 durch die Stadt selbst. Bis 1947 hiess die zuständige Dienstabteilung Städtische Strassenbahnen Bern (SSB), danach Städtische Verkehrsbetriebe Bern (SVB).
Das meterspurige Berner Tramnetz wird von fünf Linien bedient. Eine davon geht auf die Bahnstrecke Bern–Worb Dorf über, deren Infrastruktur dem Regionalverkehr Bern–Solothurn (RBS) gehört und mit der das städtische Tramnetz traditionell eng verknüpft ist. Gleiches galt früher für die Bahnstrecke Zollikofen–Bern. Wie die übrigen Verkehrsmittel der Region ist auch das Berner Tram in den Tarifverbund Bern-Solothurn integriert.

## Linien
Derzeit existieren in Bern fünf Tramlinien mit einer Gesamtlinienlänge von 39,584 Kilometern:

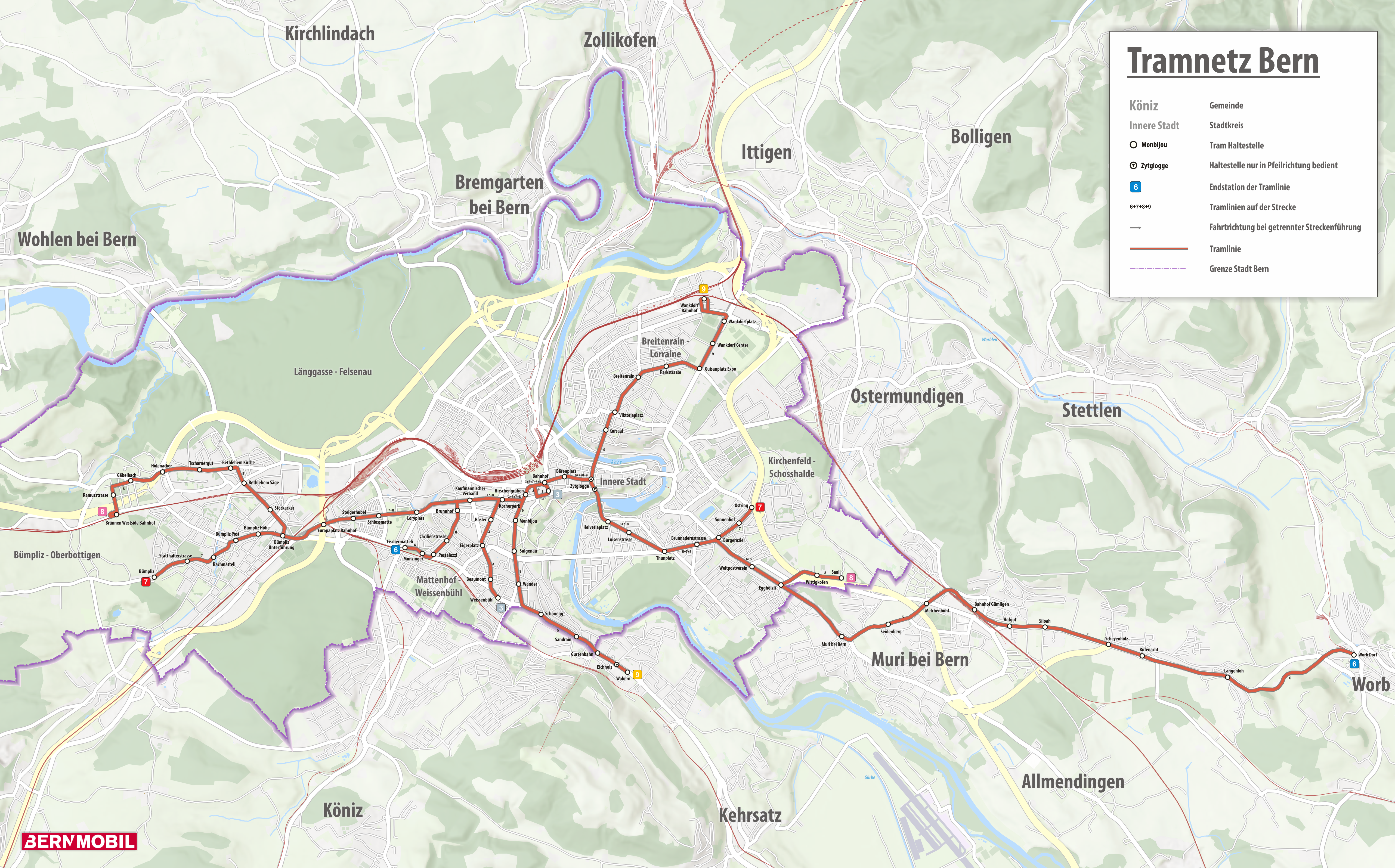
Topographischer Liniennetzplan

| Linie | Strecke                          | Stationen | Länge     | Fahrzeit  | Art              |
| ----- | -------------------------------- | --------- | --------- | --------- | ---------------- |
| 3     | Bern Bahnhof – Weissenbühl       | 07        | 02,067 km | 8–9 min   | Radiallinie      |
| 6     | Fischermätteli – Worb Dorf       | 24        | 13,067 km | 39 min    | Durchmesserlinie |
| 7     | Bümpliz – Ostring                | 23        | 08,109 km | 29–30 min | Durchmesserlinie |
| 8     | Brünnen Westside Bahnhof – Saali | 27        | 10,383 km | 36 min    | Durchmesserlinie |
| 9     | Wabern – Wankdorf Bahnhof        | 21        | 05,958 km | 28 min    | Durchmesserlinie |

## Verkehrsleistung
2011 erbrachte das Tramnetz Bern folgende Verkehrsleistung:
- Gefahrene Kilometer: 3'745'000, dies entspricht 32 % der gesamten Verkehrsleistung von Bernmobil
- Beförderte Personen: 45'923'000, dies entspricht 48 % der gesamten Verkehrsleistung von Bernmobil
- Personenkilometer: 99'595'000, dies entspricht 49 % der gesamten Verkehrsleistung von Bernmobil

## Geschichte

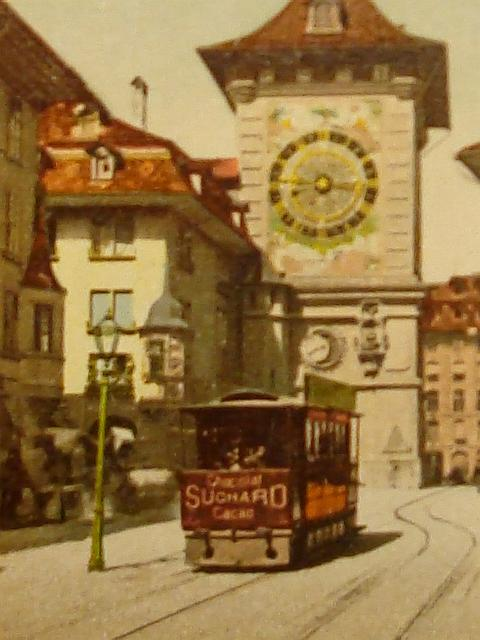
Das Lufttram auf einer nachkolorierten Postkarte

### Lufttram
Am 18. Juli 1889 erteilte das Eidgenössische Amt für Verkehr (EAV) der Berner Tramway-Gesellschaft eine auf 80 Jahre ausgelegte Konzession für den Betrieb der Berner Strassenbahn. Direkt im Anschluss konnten die Bauarbeiten in Angriff genommen werden, die erste Linie wurde am 1. Oktober 1890 als Drucklufttram eröffnet. Das «Lufttram», nach dem System des Pariser Ingenieurs Louis Mékarski, fuhr vom Bärengraben, wo sich das Depot befand, über den Bahnhof zum Bremgartenfriedhof. An beiden Endstellen befand sich eine Drehscheibe zum Wenden der Fahrzeuge. In den Wintermonaten froren jedoch oft die Druckluftleitungen ein, was zu tagelangen Betriebsunterbrechungen führte.

### Dampfstrassenbahn

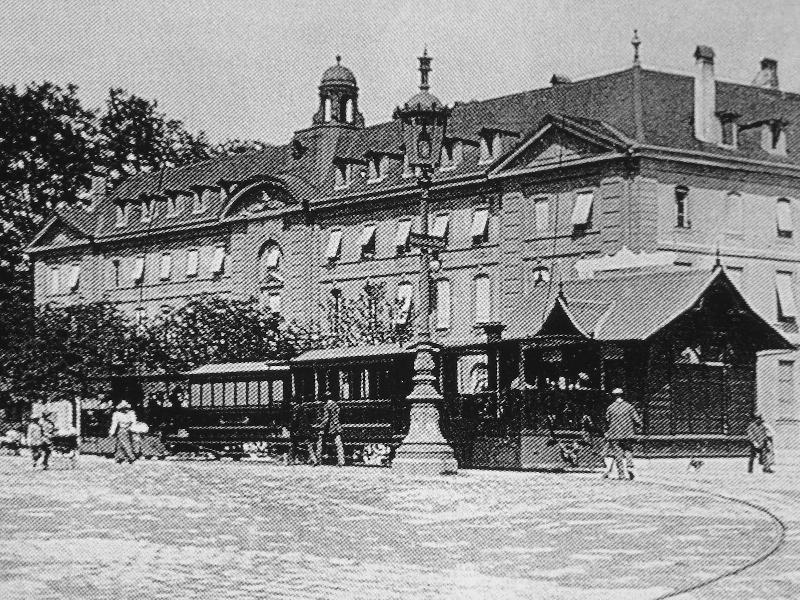
Zwei Dampftramzüge vor dem Burgerspital

Angesichts dieser Probleme und der Topographie gaben die Stadtberner Stimmbürger für den Betrieb einer zweiten Linie Dampftramzügen den Vorzug. Diese verkehrten ab 1894 als Linie II ab Länggasse via Bahnhof, Mattenhofquartier (Eigerplatz) und Weissenbühl nach Wabern, die vorhandene Route wurde fortan als Linie I bezeichnet. Das Depot für die Dampftramzüge entstand im Mattenhofquartier. Hier befindet sich noch heute ein Depot der Trams. Mit dieser neuen Tramlinie wurde der Pferdeomnibus aus der Innenstadt verdrängt, bediente fortan aber eine neue Anschlussverbindung von Wabern nach Belp-Steinbach. Zwischenzeitlich gab es Pläne, das Dampftram nach Kehrsatz und Belp zu verlängern.
Eine Interessengemeinschaft aus Politik und Wirtschaft in verschiedenen potenziellen Anliegergemeinden setzte sich nun vehement für den Bau einer dampfbetriebenen Überlandstrassenbahn von Bern nach Worb ein. Diese sollte in Gümligen Anschlüsse an die normalspurigen Bahnlinien nach Bern, Thun und ins Emmental ermöglichen. Die BTG half bei der Planung und der Kalkulation der Kosten mit und bewarb sich im Auftrag der Interessengemeinschaft um die benötigte Konzession. Das EAV erteilte diese am 23. Dezember 1896. Die Eröffnung der 9,7 Kilometer langen Verbindung fand am 21. Oktober 1898 statt. Die Bern–Worb-Bahn (BWB) verkehrte noch bis zum 31. März 1904 unter der Obhut der BTG bzw. der SSB.

### Elektrifizierung

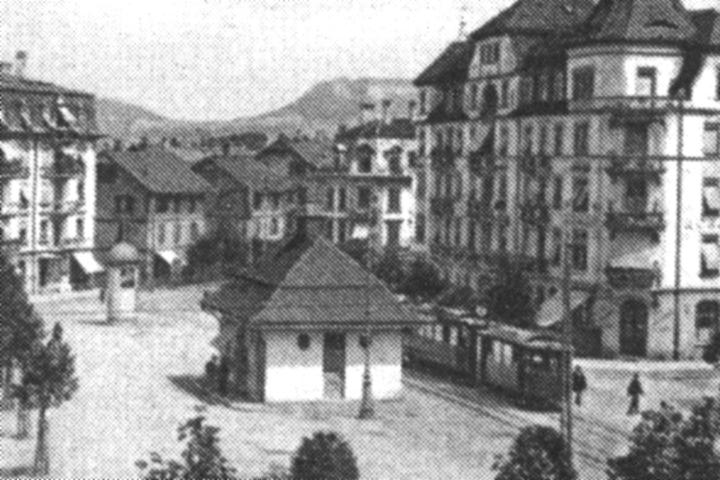
Der Breitenrainplatz mit dem Stationsgebäude Läbchueche-Hüsli zu Beginn des 20. Jahrhunderts

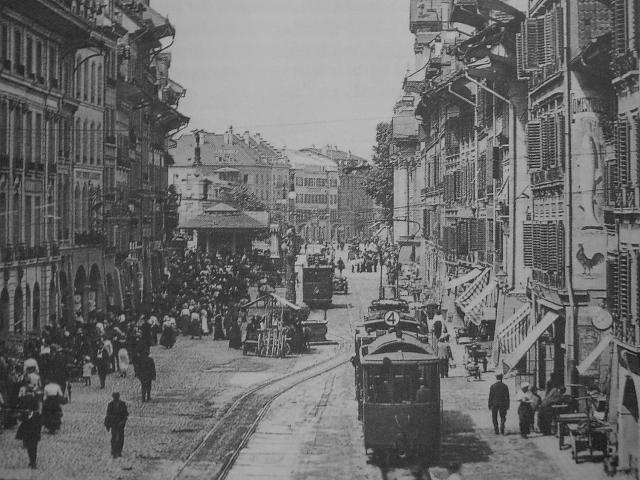
Spitalgasse 1915, das Tram umfuhr den Brunnen damals noch einseitig. Im Hintergrund die Heiliggeistkirche

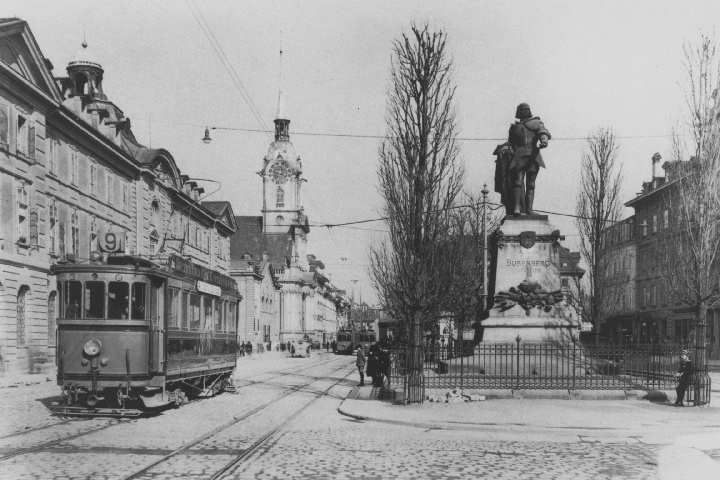
Der Bubenbergplatz mit dem Denkmal an seinem damaligen Standort um 1915, links ein Motorwagen der Serie Ce 2/4 51–57

Um die Jahrhundertwende waren die Entwicklungen von städtischen Tramnetzen im In- und Ausland nicht unbeachtet geblieben. Als damals eine dritte Linie geplant wurde, beabsichtigte man diese von Beginn an elektrisch zu betreiben. Danach sollte die Elektrifizierung der beiden bestehenden Linien vorgenommen werden. Gegen die Oberleitung opponierten vor allem die Bewohner des Kirchenfeldes jenseits der Aare. Doch an der Urne erhielten die Pläne für die Elektrifizierung den Vorrang. Ebenso chancenlos blieb in derselben Abstimmung eine Volksinitiative zur Beibehaltung des Lufttrams auf der Linie I.
Am 1. Juli 1901 konnte der Betrieb auf der Linie III aufgenommen werden. Diese führte vom Breitenrain über den Zytglogge ins Burgernziel. Für viereinhalb Monate besass Bern nun gleichzeitig drei verschiedene Traktionsarten beim Tram. Mit der Eröffnung der Gürbetalbahn konnte der Pferdeomnibus ersetzt werden. Die Pläne für eine Verlängerung der Linie II wurden aufgegeben. Der 15. November war der letzte Betriebstag des Lufttrams. Das alte Depot und ein Wartehäuschen beim Bärengraben zeugen noch heute von der Lufttram-Zeit. Von den Fahrzeugen ist keines erhalten geblieben. Das Depot Bärengraben wurde aufgegeben und drei Jahre später verkauft.
Rechtzeitig vor dem Winter konnte das Depot Burgernziel bezogen werden. Der elektrische Betrieb auf der Linie II konnte am 29. Januar 1902 aufgenommen werden. Hierfür standen 24 Zweiachs- und sieben Maximum-Motorwagen, sowie die zwölf ehemaligen Dampftramanhänger zur Verfügung. Bern blieb der einzige Schweizer Trambetrieb, der Maximum-Triebwagen beschaffte. Im Laufe des Jahres 1902 bildeten die SSB ausserdem die Pferdetramführer aus der Stadt Biel zu Wagenführern für elektrische Tramzüge aus, damit dort zu Neujahr 1903 der reibungslose Übergang auf die neue Traktionsart vorgenommen werden konnte.
Im Sommer 1904 gesellten sich acht kurze Sommerbeiwagen hinzu. Diese erfreuten sich rasch grosser Beliebtheit. Unerwartet traten bei denjenigen Zweiachs-Motorwagen, die mehrheitlich auf die Linie I eingeteilt worden waren, Schäden am Fahrgestellrahmen auf. Diese wurden offensichtlich von den dort verlegten Demerbeschienen verursacht. Die SSB sah sich gezwungen, diese wesentlich früher als geplant zu ersetzen. Ende 1905 trafen die ersten sechs geschlossenen Zweiachs-Anhänger ein. Von 1906 (bis 1914) erfolgte in mehreren Teillieferungen die Inbetriebnahme von insgesamt 29 Zweiachs-Motorwagen. Diese waren stärker als ihre Vorgänger und nicht mehr asymmetrisch.
Die vierte Linie, die Linie IV, war die erste Radiallinie. Sie führte vom Bahnhof ins Brückfeld. Der Linienverkehr konnte am 27. Juni 1908 aufgenommen werden. Im Hinblick auf das Eidgenössische Schützenfest 1910 wurde die Linie III im vorangehenden Winterhalbjahr zur Papiermühlestrasse verlängert. Zusätzlich erfolgte der Ankauf von vier weiteren Zweiachs-Anhängern. 1909 benützten erstmals über zehn Millionen Passagiere in Bern das Tram.
1911 änderten die SSB die Streckenführung der Linien II, III und IV. Der Bahnhof war nun die zentrale Umsteigestelle. Die Züge der Linie II verkehrten neu vom Weissenbühl zur Papiermühlestrasse, diejenigen der Linie III von der Länggasse ins Burgernziel und die der Linie IV von Wabern ins Brückfeld. Mit der Eröffnung des Teilstückes vom Hirschengraben bis Friedheim durch das Monbijou-Quartier im Oktober 1912 konnten die Züge der Linie IV nun ohne den Umweg über das Mattenhofquartier und Weissenbühl direkt nach Wabern verkehren. Die Verbindung Weissenbühl–Friedheim dient seitdem als Betriebsstrecke. Gleichzeitig trat ein neues Liniennetz in Kraft, die Linien wurden fortan wie folgt mit Buchstaben bezeichnet:
Linie A: Bärengraben – Bahnhof – Friedhof (zuvor Linie I)
Linie B: Weissenbühl – Bahnhof – Papiermühlestrasse (zuvor Linie II)
Linie C: Länggasse – Bahnhof – Burgernziel (zuvor Linie III)
Linie D: Wabern – Friedheim – Bahnhof – Brückfeld (zuvor Linie IV)
Doch bewährten sich die Buchstabenbezeichnungen nicht, weshalb man noch im gleichen Jahr auf die bis heute üblichen arabischen Ziffern umstellte, dabei aber als Besonderheit jeder Endstelle eine eigene Ziffer zuteilte:
Linie 1: Bärengraben – Friedhof / Linie 2: Friedhof – Bärengraben (zuvor Linie A)
Linie 3: Weissenbühl – Papiermühlestrasse / Linie 4: Papiermühlestrasse – Weissenbühl (zuvor Linie B)
Linie 5: Länggasse – Burgernziel / Linie 6: Burgernziel – Länggasse (zuvor Linie C)
Linie 8: Wabern – Brückfeld / Linie 9: Brückfeld – Wabern (zuvor Linie D)
Züge, die nicht bis Wabern verkehrten, sondern beim Friedheim wendeten, verkehrten als Linie 7. Der Bestand an zweiachsigen Anhängern wurde um weitere sieben Einheiten erweitert.
Mit dem Doppelspurausbau der Strecken in die Länggasse und ins Brückfeld kündigte sich 1913 die ein Jahr später stattfindende Landesausstellung an. Die SSB war während der Landi für den Betrieb der Rundbahn durch die Ausstellung verantwortlich. Um den Personen-Zubringerverkehr bewältigen zu können, beschafften die SSB weitere 20 Zweiachs-Anhänger. Dies waren die letzten beschafften Zweiachs-Fahrzeuge und für knapp zwei Jahrzehnte die letzten Anhänger, die gekauft wurden. Nun standen insgesamt 60 Motorwagen und 54 Anhänger zur Verfügung.

### Im Ersten Weltkrieg
Im Sommer 1914 wirkte sich die Weltpolitik auch auf den Trambetrieb in Bern aus. Der Bundesrat befahl die allgemeine Mobilmachung der Armee für den 2. August. Der SSB fehlten infolgedessen 125 Angestellte aus allen Bereichen. Dies entsprach bei einem Personalbestand von 319 Personen rund 40 Prozent. Um die Personalnot lindern zu können, benötigte das Unternehmen 144 «Hilfskondukteure». Frauen durften damals nicht eingestellt werden.
Damit die Linie der Worblentalbahn (WT) ab dem 19. Juli 1915 von der Papiermühlestrasse auf den Kornhausplatz verlängert werden konnte, musste – bedingt durch die breiteren Wagen der Bahn – zunächst in den Kurven die Gleisabstände vergrössert werden, um Kreuzungsverbote vermeiden zu können. In den weiteren Jahren des Ersten Weltkrieges sah sich die SSB durch die inflationsbedingte Teuerung (Kohleimporte) gezwungen, ihre Aktivitäten auf das Notwendigste zu beschränken. Die sechs Rundbahn-Motorwagen, die infolge ihrer schwachen Motoren nur als Sommeranhänger eingesetzt wurden, erfuhren einen Umbau zu geschlossenen Ganzjahresfahrzeugen. Drei Wagen wurden zu Anhängern. Die Sommeraufbauten wurden an die Städtische Strassenbahn Zürich verkauft.
Im Sommer 1918 halfen die SSB der Bern-Worb-Bahn an Sonntagen mehrmals mit Tramkompositionen aus, um trotz des Wagenmangels die vielen Ausflügler zu transportieren.

### Zwischenkriegszeit
1919 debattierte der Berner Gemeinderat über zwei Projekte zur Erweiterung des Tramnetzes. Während er der Verlängerung der Linie 1/2 vom Bärengraben nach Ostermundigen aus Kostengründen (Steigungen Aargauerstalden, Laubeggstrasse und Ostermundigenstrasse) ablehnte, stimmte er einer Tramlinie nach Bümpliz zu. Diese Tramverbindung war ein Kompensationsgeschäft für die Eingemeindung nach Bern, sie wurde jedoch erst 91 Jahre später realisiert.
Nach dem Krieg verbesserte sich die Wirtschaftslage zunächst nicht wesentlich. Noch immer musste sich die SSB nur auf die notwendigsten Unterhaltsarbeiten beschränken. Das Jahr 1920 wurde erstmals in der Betriebsgeschichte mit einem Defizit abgeschlossen. 1920 und 1921 mussten insgesamt 65 Personen entlassen werden. Der Verkauf von überzähligen Ersatzteilen an die Strassenbahn Luzern brachte einen Erlös von 700 Schweizer Franken.
Zwischen 1921 und 1932 wurden die Sommerwagen in eigener Werkstätte in geschlossene Ganzjahres-Anhänger umgebaut. Einige Fahrzeuge dienten als Probefahrzeuge für verschiedene Aufbauten, bis sie schliesslich, bis auf eine Ausnahme, alle die für Bern typischen grossen runden Plattformen erhielten.
Nach 15 Jahren konnte 1923 das Liniennetz wieder erweitert werden. Mit der Inbetriebnahme der Zweiglinie von der Effingerstrasse ins Fischermätteli am 18. November erreichte das Berner Tramnetz  18,2 Kilometer Länge. Für fast ein Vierteljahrhundert war dies die letzte Neubaustrecke. Durch die neue Zweiglinie erfuhr das Liniennetz eine leichte Änderung: Die Züge verkehrten neu vom Brückfeld ins Fischermätteli (Linie 11, Gegenrichtung Linie 12). Die Linie nach Wabern wurde zur Radiallinie.
Dem Gesuch der Bern–Worb-Bahn, die Endhaltestelle vom Helvetiaplatz über die Kirchenfeldbrücke auf den Casinoplatz (Hotelgasse) verlegen zu dürfen, standen die Stadtberner Behörden negativ gegenüber: Sie befürchteten dadurch eine wesentliche Verschlechterung der Verkehrssituation am Rande der Innenstadt. Diese Verlängerung sorgte noch in den folgenden acht Jahrzehnten für politische Diskussionen, erst Ende der 1990er Jahre wurde diese Strecke realisiert.
Seit 1924 verkehrten in den Hauptverkehrszeiten aus Kostengründen Dreiwagenzüge. In den darauf folgenden Jahren konnte die SSB weiterhin keine grossen Ausgaben machen. Ausser den beiden Verlängerungen im Brückfeld und zum Wankdorfstadion, die nur bei Sonderanlässen befahren wurden, wurden vor allem Instandhaltungsarbeiten an den Gleisen durchgeführt. Da die Suche nach günstigen Occasionsfahrzeugen in Deutschland, wo die Hyperinflation des Jahres 1923 Trambetriebe in den Konkurs getrieben hatte, nicht das gewünschte Resultat erbracht hatte, mussten bei den Zweiachs-Motorwagen von 1901/1902 weiterhin die morsch gewordenen Wagenkästen ersetzt werden. Die Maximum-Triebwagen erhielten stärkere Motoren. Die SSB erhofften sich damit, deren Einsatzzeit um 15 bis 20 Jahre zu verlängern. Ein Einbau von Schienenbremsen bei diesen Wagen war jedoch nicht möglich, weshalb sie weiterhin mehrheitlich auf der Linie 3/4 verkehrten. Ab 1928 ersetzten Pantographen die bisherigen Lyrabügel.

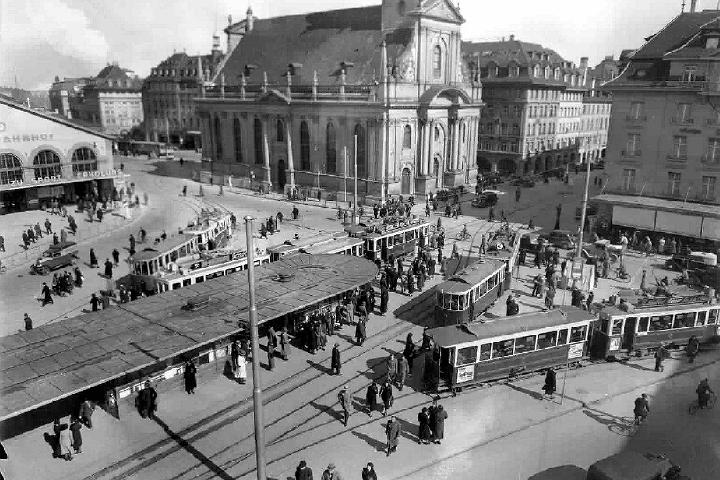
Der Bahnhofplatz Ende der 1930er Jahre

Die grossen Umbauarbeiten von 1930 im Bereich Bahnhofplatz/Bubenbergplatz veränderten nicht nur das Bild der Stadt in diesem Bereich, sondern auch die Linienführungen der SSB. Auf dem Bubenbergplatz entstand eine grosse Abstellanlage für Tramzüge («Blasermätteli»). Der Bahnhof wurde seiner grossen Eingangshalle beraubt und die Front nach hinten versetzt. Die SSB nutzten die Gelegenheit der Neuordnung des Netzes und führten die zum Teil noch heute verwendeten farbigen Routentafeln ein:
Linie 1/2 (blau): Friedhof – Bahnhof – Brückfeld
Linie 3/4 (weiss): Weissenbühl – Bahnhof – Papiermühlestrasse
Linie 5/6 (rot): Länggasse – Bahnhof – Burgernziel
Linie 8/9 (gelb): Bärengraben – Bahnhof – Schönegg – Wabern (Züge, die nur bis Schönegg verkehrten, fuhren als Linie 7)
Linie 11/12 (grün): Bahnhof – Fischermätteli
Im August desselben Jahres erhielt die SSB nach 16 Jahren ihre ersten Neubaufahrzeuge. Es handelte sich um zwei Vierachs-Motorwagen des Typs Be 4/4.
1931 stellten die SSB ein Konzessionsgesuch zur Verlängerung der Linie 5/6 um 800 Meter durch die Muristrasse zum Egghölzli. Die kantonalen Behörden lehnten das Gesuch mit der Begründung ab, dass durch den starken Kraftfahrzeugverkehr eine Doppelspurstrecke in der Muristrasse nicht verantwortet werden könne. 1932/1933 wurden die «Landibahnzüge» zu Doppelwagen mit Faltenbälgen und fester Verbindung zusammengefügt. Von nun an verkehrten sie praktisch ausnahmslos auf der Linie 11/12. 1933 konnten drei neue Anhänger in Betrieb genommen werden: Zwei Vierachser und ein Dreiachser mit SLM-Lenkgestell.
Die ersten Anzeichen der Weltwirtschaftskrise waren in der Schweiz bereits 1932 zu spüren. Die Erträge gingen mehr und mehr zurück. 1936 erreichte schliesslich die Arbeitslosigkeit den Höchststand. Trotzdem führten die SSB auch weiterhin grössere Arbeiten an der Geleiseanlage durch. Gleichzeitig begann die SSB, die Zweiachsanhänger von 1905 und 1910 abzubrechen und unter der Weiterverwendung von Teilen des Fahrgestells in eigener Werkstätte neue Fahrzeuge aufzubauen. Die ehemaligen Dampftram-Anhänger erhielten nach und nach neue Wagenkasten und verschalte Plattformen. Im Dezember 1935 begann die Auslieferung von sieben Vierachs-Motorwagen. Dies bedeutete für die alten Maximumtriebwagen das Ende. Einer überlebte bis 1975 als Schweisswagen.
Der 19. September 1936 ist der schwärzeste Tag in der Geschichte des Tramnetzes. An der Haltestelle Henkerbrünnli der Linie 1 lagen abgefallene Blätter auf den nassen Schienen. Auf der Rückfahrt von einem Fussballspiel verbremste ein als Einsatzkurs verkehrender Dreiwagenzug und fuhr auch deshalb mit grosser Wucht auf den stehenden Planzug auf. 28 Fahrgäste wurden zum Teil schwer verletzt.

### Im Zweiten Weltkrieg
Anfang des Jahres 1939 bewirkte eine Grippeepidemie, dass zeitweise ein Fünftel der Belegschaft ausfiel. Als schliesslich im Spätsommer gleichen Jahres der Bundesrat die allgemeine Kriegsmobilmachung ausrief, musste ein grosser Teil der SSB-Angestellten in die Armee einrücken, was zahlreiche Einschränkungen verursachte. Trotzdem benutzten in diesem Jahr zum ersten Mal mehr als 20 Millionen Passagiere das Tram.
Infolge des Krieges wurde 1940 auf eine Feier zum 50-Jahres-Jubiläum des Trams in Bern verzichtet. 1941 wurde der Abschnitt zwischen Zytglogge und Bärengraben stillgelegt und das alte Tramdepot zu eine Autogarage umfunktioniert. Seit 1941 ist der Rest des Tramnetzes vollständig doppelspurig. In den folgenden Jahren prägten Einschränkungen aller Art den öffentlichen Verkehr in der Bundesstadt. Mit zunehmender Kriegsdauer machte sich auch der Materialmangel zunehmend bemerkbar. Die Beförderungszahlen stiegen stark an.
1944 trafen die letzten Fahrzeuge mit Längsbänken ein. Diese fünf Vierachs-Motorwagen und sechs Vierachs-Beiwagen waren die letzten Fahrzeuge, die von der SSB beschafft wurden. Die Motorwagen besassen die Besonderheit, dass auf der einen Seite bereits druckluftbetriebene Falttüren, auf der anderen Seite aber nur einfache Schiebetüren vorhanden waren.

### Nachkriegszeit
Am 1. Oktober wurde nach drei Jahren die Verdunkelung aufgehoben. Kurz nach Kriegsende 1945 kehrten die SSB zum Fünf-Minuten-Takt zurück. Das Stimmvolk bewilligte die Verlängerung der Linie 5/6 vom Burgernziel zum Freudenbergerplatz (Ostring). Diese konnte am 1. Dezember 1946 in Betrieb genommen werden.
Infolge der zum 1. September 1947 erfolgten Fusion der SSB mit dem Autobusunternehmen Stadt-Omnibus Bern (SOB) – fortan galt auch ein einheitlicher Tarif für alle städtischen Verkehrsmittel – änderten sich die Linienführungen des Trams. Gleichzeitig wurde die getrennte Nummerierung nach Fahrtrichtungen aufgehoben, indem die geraden Liniennummern entfielen:
Linie 1: Güterbahnhof (vormals Friedhof) – Bahnhof – Brückfeld
Linie 3: Weissenbühl – Bahnhof
Linie 5: Länggasse – Bahnhof – Ostring
Linie 9: Wabern – Bahnhof – Militärplatz (vormals Papiermühlestrasse)
Linie 11: Fischermätteli – Bahnhof
Im Herbst trafen die ersten zehn Standardmotorwagen ein, fünf weitere folgten im darauf folgenden Frühjahr. Dies waren die ersten Berner Tramwagen mit Fahrgastfluss. Der Kondukteur erhielt einen festen Sitzplatz bei der dritten Türe. Beim älteren Rollmaterial wurde das Erneuerungsprogramm weiter fortgesetzt. Eine geplante Übernahme der mit den Berner Wagen baugleichen Anhänger 41 bis 46 des 1948 eingestellten Trambetriebes der Stadt Biel kam hingegen nicht zustande, weil man sich nicht über den Preis einigen konnte. Die dafür vorgesehenen Nummern 215 bis 220 wurden nie vergeben.
Die beginnende Hochkonjunktur brachte Ende der 1940er Jahre eine Zunahme des motorisierten Individualverkehrs. Gleichzeitig nahmen die Beförderungszahlen stetig ab. 1951/1952 erhielten die SVB zehn vierachsige Anhänger. Diese basierten auf dem vom Verband Schweizerischer Transportanstalten (VST) 1945 vorgeschlagenen Schweizer Standardwagen. Zusammen mit den vier Jahre zuvor gelieferten Motorwagen konnten nun Grossraumzüge gebildet werden. Dadurch wurde eine grössere Anzahl des älteren Rollmaterials überzählig. Bei der Endstation Weissenbühl wurde eine Abstellhalle für 20 bis 24 Zweiachser erstellt. Diese stellten die Reserve für Grossanlässe dar.
Im Frühsommer 1954 schlug ein Verkehrsgutachten einer Zürcher Beraterfirma die Umstellung des gesamten Berner Trambetriebes auf Autobus vor. Vorbild hierfür war das damals moderne Konzept der autogerechten Stadt. Dies stiess auf den Widerstand der Berner Bevölkerung, es kam zu Demonstrationen für die Beibehaltung des Trams. 1955 begann der Umbau der Gleisanlage vor dem Depot Eigerplatz. Während der Erneuerungen der Schienen auf der Kirchenfeldbrücke gewährleisteten mehrmals Autobusse im Schienenersatzverkehr die Verbindung zum Ostring.
1958 mussten sämtliche Motorwagen mit Blinkern ausgerüstet werden. Im November desselben Jahres führten die SVB auf den Strecken Hauptbahnhof – Militärplatz und Hauptbahnhof – Ostring Eilkurse ein. Im selben Jahr begann der Umbau des Bahnhofs. Als direkte Folge des Neubaus der Schanzenbrücke wurde die Strecke Länggasse – Hauptbahnhof auf Autobus umgestellt. Die Linie 5 verkehrte fortan als Durchmesserlinie Fischermätteli (vormals Linie 11) – Hauptbahnhof – Ostring. Somit verloren die «Landibahn»-Züge von 1914 ihr Einsatzgebiet und konnten zusammen mit den letzten Dampftram-Anhängern ausrangiert werden. Die Inbetriebnahme der zweiten Serie Standardzüge (zehn Motorwagen und zehn Anhänger) führte zur Ausmusterung eines grossen Teils der verbliebenen Zweiachser. Die Fahrgastzahlen stiegen um bis zu sechs Prozent jährlich.
1964 stimmten die Stadtberner Stimmbürger für ein generelles Rauchverbot in Bus und Tram. Somit konnten Regelungen wie diejenige, die besagte, dass nur auf den Stehplätzen geraucht werden durfte, ausser Kraft gesetzt werden. Mit der Umstellung der Linie 1 auf Autobus am 11. Oktober 1965 reduzierte sich die Streckenlänge des Tramnetzes auf 13,55 Kilometer. Kurz darauf, am 21. November 1965, erhielt ausserdem die Bahnstrecke Zollikofen–Bern der Solothurn-Zollikofen-Bern-Bahn (SZB) ihre unterirdische Einführung in den Bahnhof Bern, die auch der Bahnstrecke Solothurn–Worblaufen zugutekam. Daraufhin entfiel im Bereich Tierspital (heute Uni Engelhalde) die Verknüpfung zwischen Strassenbahn und Eisenbahn.
Ebenfalls 1965 kündigte sich mit der Umstellung eines Standardzuges auf kondukteurlosen Betrieb die Selbstkontrolle an, die zwei Jahre später bis 1973 stufenweise eingeführt wurde. Im Hinblick auf den Ersatz der alten Vierachser mit Längsbänken übernahmen die SVB im August 1966 probeweise von der SWS Schlieren einen Doppelgelenkwagen mit vier Einzelachs-Fahrgestellen. Zu einer Serienbestellung kam es jedoch nicht. Die SVB entschieden sich für konventionelle achtachsige Doppelgelenkwagen mit Jakobsdrehgestellen.
Ab dem Winterhalbjahr 1972/1973 versahen die neuen Doppelgelenkwagen mehrheitlich auf der Linie 9 ihren Dienst. Damit konnten nebst den alten Vierachsern mit Längsbänken auch die letzten Zweiachser ausrangiert werden. Der zum Arbeitswagen umgebaute Maximum-Triebwagen von 1902 wurde durch einen 30 Jahre jüngeren Wagen ersetzt und verschrottet. Damit verschwand der letzte Vertreter dieser Bauart. Am 28. Oktober 1973 ging die 1,67 Kilometer lange Verlängerung der Linie 3 vom Burgernziel ins Neubauquartier Wittigkofen (Saali) in Betrieb.
Ab dem 26. Mai 1974 fuhren schliesslich auch die Züge der Bahnstrecke Worb Dorf–Worblaufen, die damals noch von den Vereinigten Bern-Worb-Bahnen (VBW) betrieben wurde, aus Richtung Worb kommend direkt zum unterirdischen Bahnhof Bern. Damit entfiel nach 1965 die zweite Verknüpfung zwischen Strassenbahn und Eisenbahn, womit für die Stadt Bern eine wichtige Einnahmequelle versiegte, weil die ab der Stadtgrenze beim Forsthaus berechneten Trassennutzungsgebühren entfielen. Im Rahmen des grossen Bernfestes zum Abschluss des insgesamt 17 Jahre dauernden Umbaus des Bahnhofs wurde am 4. September 1976 der neu gestaltete Bubenbergplatz eingeweiht. Gleichzeitig präsentierten die SVB das schweizweit erste Speisewagentram, entstanden aus einem Längsbank-Motorwagen und einem dazugehörigen Anhänger. Ebenfalls 1976 wurde die Linie 9 an der Seftigenstrasse auf circa 800 Metern auf ein Eigentrassee verlegt. Dadurch war besonders zu den Hauptverkehrszeiten ein schnelleres Vorankommen möglich.
Durch das unerwartet hohe Passagieraufkommen, das durch das 1984 eingeführte «Bäreabi» hervorgerufen wurde, herrschte Mitte der 1980er Jahre akuter Fahrzeugmangel. Die SVB suchten daher nach gut erhaltenen Occasionsfahrzeugen. In Betracht kam die Übernahme von fünf Standardzügen aus Zürich oder ebenso vielen DUEWAG-Zügen von der Stadtbahn Bielefeld. Schlussendlich wurden 1986 von den Verkehrsbetrieben Zürich fünf 40 Jahre alte Anhänger übernommen, die die letzten sechs Längsbank-Anhänger ersetzten. 1987 gastierten im Hinblick auf eine Neubeschaffung ein Genfer Niederflur-Gelenkwagen und ein Zürcher Hochflurfahrzeug des Typs Tram 2000 in Bern. Der Genfer Niederflurwagen fand bei der Bevölkerung grossen Anklang, was 1990 schließlich zur Beschaffung von zwölf achtachsigen Fahrzeugen führte.
Ebenfalls ab 1987 verkehrten die neuen Trams des RBS aus Richtung Worb Dorf. Sie trugen die Linienbezeichnung G, wobei die nur zwischen Bern und Gümligen verkehrenden Kurse ein rot gestrichenes Liniensignal trugen.
Im Sommer 1988 wurde die Kirchenfeldbrücke infolge Renovation für den Verkehr gesperrt, was zu einer Zweiteilung des Tramnetzes führte. Um den Betrieb auf dem Ostteil zu ermöglichen, wurde am Helvetiaplatz eine provisorische Wendeschleife erstellt und von dort aus nach Ostring und Saali gefahren. Für die Verbindung der beiden Teilnetze sorgten die beiden speziell eingerichteten Autobuslinien 31 und 32. 1990 wurden zwölf Niederflur-Gelenktramzüge in Betrieb genommen, wodurch die alten Zürcher Wagen ausrangiert werden konnten. Trotzdem kauften die SVB drei Jahre später in Basel erneut gebrauchte Anhänger ein, die später an die Baselland Transport AG weiterverkauft wurden. Wegen des Schienenersatzverkehrs im Zuge der Renovierung der Kornhausbrücke halfen ausserdem zusätzliche Autobusse aus Baden-Wettingen und Luzern aus.
1997 konnte die Linie G über die Kirchenfeldbrücke bis Bern, Zytglogge verlängert werden. Der Casinoplatz weist deshalb ein Stumpengleis auf, worauf die Zweirichtungsfahrzeuge Richtung Gümligen – Worb Dorf wenden können.
Ende der 1990er Jahre schlug eine Netzoptimierungsstudie vor, die bisherigen Auto- und Trolleybuslinien nach Bümpliz, Bethlehem, Ostermundigen und Wyler bis 2020 auf Trambetrieb umzustellen.

### Tram Bern West 2010
Am 17. Juni 2007 stimmten die Stimmberechtigten des Kantons Bern dem entsprechenden Investitionskredit zu. Am 1. April 2008 begannen die Bauarbeiten für die zusammen 6,8 Kilometer lange Neubaustrecke. Sie beginnt nach der Verzweigung mit der Linie 6 und wird mit Verzweigung an Bümpliz-Unterführung von der Linie 7 nach Bümpliz und der Linie 8 nach Brünnen befahren. Ende September 2010 konnten die Arbeiten abgeschlossen werden. Die Inbetriebnahme erfolgte zum Fahrplanwechsel am 12. Dezember 2010, seitdem gilt das gegenwärtige Linienkonzept. Gleichzeitig wurde die Linie G nach Worb Dorf in Linie 6 umbenannt und zum Fischermätteli verlängert. Damit verschwand die letzte Buchstabenline im Berner Nahverkehr. Ausserdem übertrug der RBS die Konzession für diese Linie zum 30. November 2010 an Bernmobil.

### Entwicklung ab 2011
Infolge von Anwohner-Beschwerden über die lauten Tramzüge («Quietschtram») des RBS wurde die Linie 6 im Frühling 2011 aufgeteilt in die Linie 6 Zytglogge–Worb Dorf und die Autobuslinie 6B Bern Bahnhof–Fischermätteli. Mit dem Fahrplanwechsel am 11. Dezember 2011 wurde dieser für die von ausserhalb der Stadt kommenden Passagiere unattraktive Zustand wieder beendet, nachdem die Be 4/10 des RBS mit neuen Rädern und die Kurven im Fischermätteli mit Schmieranlagen ausgerüstet worden waren.
Am 5. September 2011 wurde das Depot Bolligenstrasse eröffnet, auch als Ersatz für das Depot Burgernziel.

#### Tram Wankdorf
Zum Fahrplanwechsel 2012 wurde die Linie 9 vom Guisanplatz um drei Stationen zum Bahnhof Wankdorf verlängert. Die Wendeschleife an der bisherigen Endhaltestelle Guisanplatz blieb bestehen.

## Zukünftige Entwicklung
Das Berner Tramsystem soll in Zukunft ausgebaut werden, dereinst soll es bis Ostermundigen, Köniz und Kleinwabern fahren. Auch in der Innenstadt sind einige Änderungen geplant.

### Tram Kleinwabern
Die Verlängerung der Linie 9 um 1,4 Kilometer zu einem neuen Bahnhof Kleinwabern an der Bahnstrecke Bern–Belp (bedient durch Linien S3 und S31) wurde in der Volksabstimmung vom 28. September 2014 in Köniz angenommen. Der voraussichtliche Baubeginn ist im Jahr 2025 geplant.

### Tram Köniz–Ostermundigen (Linie 10)
Für die Jahre 2014 bis 2018 war geplant, die Linie 10 von Bus auf Trambetrieb umzustellen.
Für die neue Linie 10 wären zwei lange Neubaustrecken erforderlich gewesen. Sie wären im Westen von der heutigen Linie 3 abgezweigt und hätten nach Köniz/Schliern geführt. Ein kurzes Endstück der Linie 3 wäre auf Bus umgestellt worden und die bisherige Line 3 entfallen. Im Osten wäre die Linie 10 von der Linie 9 abgezweigt und wäre nach Ostermundigen/Rüti verlaufen. In der Volksabstimmung vom 28. September 2014 sprachen sich aber sowohl die Stimmberechtigten von Köniz (mit 61,4 % Nein), als auch diejenigen von Ostermundigen (mit 53,4 % Nein) gegen das Projekt aus, womit dieses gescheitert ist. Das Ja (61,3 %) der Stadtberner Stimmberechtigten ändert daran nichts.

#### Tram Bern–Ostermundigen (TBO)
Am 3. April 2016 sprachen sich die Einwohner von Ostermundigen in einer erneuten Abstimmung für den Bau einer leicht verkürzten Neubaustrecke ohne Rüti-Tunnel aus (53,3 % Ja). Am 26. November 2017 stimmten die Stadtberner dem überarbeiteten Projekt ebenfalls zu (62,2 % Ja). Am 4. März 2018 sprachen sich auch die Stimmberechtigten des Kantons Bern für den kantonalen finanziellen Beitrag aus (51,6 % Ja). Die ersten Vorbereitungsarbeiten, mit dem Ersatz von Kanalisations-, Gas-, Strom- und Telekommunikationsleitungen auf einem ca. 500 Meter langen Teilstück in Ostermundigen, haben im Juli 2024 begonnen. Die Bauarbeiten für das Gesamtprojekt werden voraussichtlich bis mindestens 2028 oder 2029 dauern.

## Fahrzeuge

### Gegenwärtige Gelenkmotorwagen
|  | Typ                     | Anzahl                             | Nummern           | Baujahre                             | Hersteller            | Bemerkung                                                |
|  | ----------------------- | ---------------------------------- | ----------------- | ------------------------------------ | --------------------- | -------------------------------------------------------- |
|  | Be 4/6 Combino Advanced | 07                                 | 753–759           | 2002–2004                            | Siemens               | Einrichtungswagen                                        |
|  | Be 6/8 Combino Advanced | 08                                 | 751, 752, 760–765 | 2002–2004 als Be 4/6, 2009 erweitert | Siemens               | Einrichtungswagen, Zugsicherung Überland                 |
|  | Be 6/8 Combino Classic  | 21                                 | 651–671           | 2009/2010                            | Siemens               | Einrichtungswagen                                        |
|  | Stadler Tramlink        | 20                                 | 911–930           | 2023–2025                            | Stadler Rail Valencia | 20 Zweirichtungsfahrzeuge. Lieferung: 2023–2025          |
|  | Stadler Tramlink        | 7 (bestellt, noch nicht geliefert) | 901–907           |                                      | Stadler Rail Valencia | 7 Einrichtungsfahrzeuge. Lieferung: voraussichtlich 2026 |

### Ehemalige Motorwagen
|  | Typ                              | Anzahl | Nummern   | Baujahre                                         | im Einsatz bis | Hersteller           | Bemerkungen |
|  | -------------------------------- | ------ | --------- | ------------------------------------------------ | -------------- | -------------------- | --- |
|  | Cm 2/2                           | 10     | 1–10      | 1890                                             | 1901           | Maschinenfabrik Bern | Lufttram |
|  | G 3/3                            | 08     | 11–18     | 1894                                             | 1901           | SLM                  | Dampftram-Lokomotiven |
|  | Ce 2/2                           | 24     | 1–24      | 1901/1902                                        | 1961           | SWS / MFO            | |
|  | Ce 2/4                           | 07     | 51–57     | 1901/1902                                        | 1936           | SIG / MFO            | Maximum-Triebwagen, ab 1913 Nummern 151–157 |
|  | Ce 2/2                           | 29     | 25–53     | 1906–1914                                        | 1973           | SIG / MFO            | |
|  | Ce 2/2                           | 06     | 209–214   | 1914                                             | 1932           | SWS / MFO            | Sommertriebwagen der Rundbahn der Landesausstellung von 1914 |
|  | Ce 4/4                           | 02     | 158+159   | 1930                                             | 1973           | SIG / MFO            | |
|  | Ce 2/4                           | 03     | 160–162   | 1932/1933                                        | 1959           | SWS / MFO            | fix gekuppelter Zweiwagenzug mit Faltenbalg für die Fahrgastzirkulation, entstanden aus einem Motorwagen der Serie 209–211 und einem zweiachsigen Beiwagen der Serie 212–214 |
|  | Ce 4/4                           | 07     | 144–150   | 1935/1936                                        | 1976           | SIG / MFO            | 148 1975 zum Schweisswagen 503 umgebaut |
|  | Be 4/4                           | 05     | 171–175   | 1944                                             | 1973           | SIG / MFO            | «Lufter» |
|  | Be 4/4                           | 15     | 101–115   | 1947/1948                                        | 1997           | SWS / BBC / MFO      | Standardwagen, ab 1986 Nummern 601–615 |
|  | Be 4/4                           | 10     | 121–130   | 1960/1961                                        | 2003           | SWS / BBC / MFO      | Standardwagen, ab 1986 Nummern 621–630 |
|  | Be 4/4                           | 01     | 401       | 1966                                             | 1990           | SWS / MFO            | Spitzname «Muni», Gelenkwagen-Prototyp, ab 1986 Nummer 701 |
|  | Be 8/8                           | 16     | 711–726   | 1973                                             | 2009           | SWS / BBC            | «SAC-Tram», bis 1986 Nummern 1–16 |
|  | Be 4/10 «Tram 2000» Eigentum RBS | 09     | RBS 81–89 | 1987/1988 als Be 4/8, 2010 von Stadler erweitert | 2024           | SWP / SIG / ABB      | Zweirichtungswagen, Zugsicherung Überland. Wurden im Dezember 2024 durch Tramlinks ersetzt.                                                                                  |
|  | Be 4/8                           | 12     | 731–742   | 1989/1990                                        | 2025           | Vevey / ABB / DUEWAG | Einrichtungswagen. Wurden seit November 2023 bis Februar 2025 durch Tramlinks ersetzt.                                                                                       |

### Ehemalige Anhängewagen
|  | Typ | Anzahl | Nummern   | Baujahre  | Im Einsatz bis | Hersteller | Bemerkungen                                                                     |
|  | --- | ------ | --------- | --------- | -------------- | ---------- | ------------------------------------------------------------------------------- |
|  | C4  | 12     | 19–30     | 1894      | 1959           | SIG        | ab 1901/04 Nummern 71–79, ab 1913 Nummern 301–309                               |
|  | C2  | 08     | 101'–108' | 1904      | 1935           | SWS        | Sommerwagen, ab 1913 Nummern 201'–208', ab den 1920er Jahren geschlossene Wagen |
|  | C2  | 06     | 121'–126' | 1905      | 1935           | SWS        | ab 1913 Nummern 221'–226'                                                       |
|  | C2  | 04     | 127–130   | 1910      | 1973           | SWS        | ab 1913 Nummern 227–230, Gemeinschaftsbestellung mit den Bieler Wagen 41–44     |
|  | C2  | 07     | 131–137   | 1912      | 1973           | SWS        | ab 1913 Nummern 231–237                                                         |
|  | C2  | 20     | 238–257   | 1914      | 1973           | SIG        |                                                                                 |
|  | C2  | 08     | 201"–208" | 1929–1934 | 1973           | SWS / SSB  | entstanden unter Verwendung diverser Teile aus der Serie 201'–208'              |
|  | C3  | 01     | 310       | 1933      | 1973           | SWS / SLM  |                                                                                 |
|  | C4  | 02     | 311+312   | 1933      | 1973           | SIG        |                                                                                 |
|  | C2  | 06     | 221"–226" | 1935      | 1973           | SWS / SSB  | entstanden unter Verwendung diverser Teile aus der Serie 221'–226'              |
|  | C4  | 06     | 313–318   | 1944/1945 | 1988           | SIG        | «Babeli»                                                                        |
|  | B4  | 10     | 321–330   | 1951/1952 | 2009           | FFA        | Standardwagen, 325, 326 und 330 nach Iași abgegeben                             |
|  | B4  | 10     | 331–340   | 1960/1961 | 2005           | SIG / SWS  | Standardwagen, 332, 334, 335 und 338–340 nach Iași abgegeben                    |
|  | B4  | 05     | 341'–345  | 1945/1946 | 1992           | SIG        | ehemals VBZ 711–713 und 718+719                                                 |
|  | B4  | 03     | 341"–343" | 1947/1948 | 1998           | FFA        | ehemals BVB 1402, 1403 und 1406                                                 |

### Historische Fahrzeuge
| Nummer | Eigentümer                  | Standort             | Bemerkungen                                                                                       |
| ------ | --------------------------- | -------------------- | ------------------------------------------------------------------------------------------------- |
| 12     | Technorama                  | Bern, Eigerplatz     | «Glettise»                                                                                        |
| 18     | Verkehrshaus                | Luzern, Verkehrshaus | «Glettise»                                                                                        |
| 26     | Verkehrshaus                | Luzern, Verkehrshaus |                                                                                                   |
| 31     | BTG                         | Bern, Eigerplatz     | Nachbau von 2002                                                                                  |
| 37     | SVB                         | Bern, Weissenbühl    |                                                                                                   |
| 52     | Museumsbahn Blonay–Chamby   | Chaulin, Museum      |                                                                                                   |
| 107    | SVB                         | Bern, Weissenbühl    | von 1986 bis 1999 als Nummer 607 geführt                                                          |
| 145    | SVB                         | Bern, Weissenbühl    | bis Dezember 2004 für das Warenhaus LOEB als Märlitram im Einsatz, im Winterquartal «Fondue-Tram» |
| 171    | SVB                         | Bern, Weissenbühl    | ehemals Rollstuhltram, nur noch einseitig mit einer Längsbank ausgerüstet, «Lufter»               |
| 175    | Amitram                     | Lille, Museum        | im Originalzustand, «Lufter»                                                                      |
| 204    | SVB                         | Bern, Weissenbühl    |                                                                                                   |
| 239    | SVB                         | Bern, Weissenbühl    |                                                                                                   |
| 311    | SVB                         | Bern, Weissenbühl    | im Winterquartal «Fondue-Tram»                                                                    |
| 302    | Privat                      | Goumoens-le-Jux (VD) | aktuelle Nummer, nur Wagenkasten, ohne Drehgestelle                                               |
| 312    | SVB                         | Bern, Eigerplatz     |                                                                                                   |
| 316    | Amitram                     | Lille, Museum        | «Babeli»                                                                                          |
| 317    | SVB                         | Bern, Weissenbühl    | «Babeli»                                                                                          |
| 327    | SVB                         | Bern, Weissenbühl    |                                                                                                   |
| 337    | SVB                         | Bern, Weissenbühl    |                                                                                                   |
| 501    | SVB                         | Bern, Weissenbühl    | Schneepflug Xe 2/2, ursprünglich im Besitz der Stadt Bern, nicht betriebsfähig                    |
| 502    | Bahnmuseum Kerzers/Kallnach | Bern, Weissenbühl    | Schneepflug Xe 2/2, nicht betriebsfähig                                                           |
| 503    | SVB                         | Bern, Weissenbühl    | Schweisswagen Xe 4/4                                                                              |
| 621    | SVB                         | Bern, Weissenbühl    | ehemals Wagen 121                                                                                 |
| 647    | SVB                         | Bern, Eigerplatz     | ehemals «Wagon-Restaurant» Nummer 147                                                             |
| 719    | SVB                         | Bern, Weissenbühl    | ehemals Wagen 9                                                                                   |

## Trammuseum Bern und historisches Dampftram

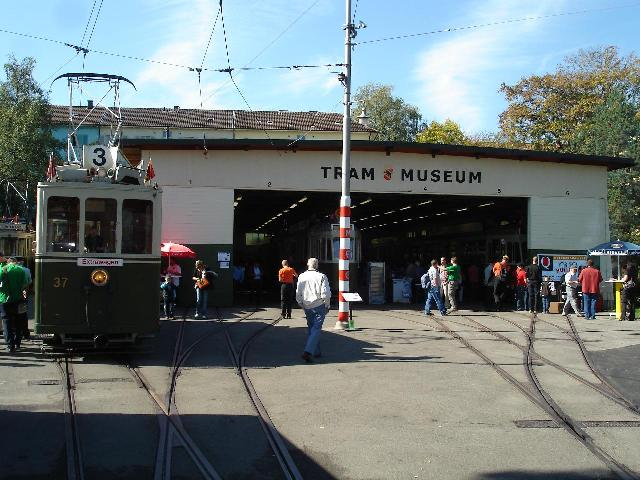
Die Wagenhalle Weissenbühl

Das ehemalige Depot Weissenbühl beherbergt das Trammuseum Bern, es ist nach dem Trammuseum Zürich das zweite Schweizer Straßenbahnmuseum, wird vom Tramverein Bern (TVB) betreut und repräsentiert die Geschichte der Trams in Bern.
Ausserdem führt die 2001 gegründete Berner Tramway-Gesellschaft in der Sommersaison regelmässige Sonderrundfahrten auf dem Berner Tramnetz durch. Hierbei kommt eine originale Dampftramway-Lokomotive von 1894 und ein 2002 nachgebauter Anhänger zum Einsatz.